# الانتخابات التشريعية السورية 2020
أقيمت الانتخابات التشريعية في سوريا من أجل انتخاب الدور التشريعي الثالث من مجلس الشعب في 19 يوليو 2020، خلال الحرب الأهلية التي تشهدها البلاد. كان من المقرّر إجراء الانتخابات في 13 أبريل، لكن تم تأجيلُها مرّتين ضمن الإجراءات المتّخذة للحد من تفشّي فيروس كورونا في سوريا.

## التأجيل
على خلفية تسجيل إصابات بفيروس كورونا في سوريا، أصدرَ الرئيس السوري بشار الأسد مرسومًا في 14 مارس يقضي بتأجيل الانتخابات البرلمانية من 13 أبريل إلى 20 أيار 2020 كجزء من الإجراءات الاحترازية لمواجهة تفشي الفيروس. ثُمّ تقرَّرَ في وقت لاحق تأجيل موعد الانتخابات مجدّدًا إلى 19 يوليو لمواصلة فرض الإجراءات الاحترازيّة الصحيّة والتباعد الاجتماعي.

## خلفية
تجري هذه الانتخابات للدور التشريعي الثالث بعدَ اعتماد الدستور الجديد للبلاد عام 2012، مع دخول الحرب الأهلية السورية عامَها العاشر، التي أدّت لمقتل مئات الآلاف ونزوح ملايين السكان داخليًا أو لجوئهم لخارج سوريا، بالإضافة لتدمير مُعظم البنية التحتية في البلاد. وتأتي الانتخابات في وقت تقع فيه العديد من الأراضي السورية خارج سيطرة الحكومة، حيثُ تُسيطر تركيا على مناطق واسعة في شمال البلاد، كما أن الجزء الأكبر من محافظة إدلب يقع تحت سيطرة ميليشيات المعارضة المسلحة بما فيها هيئة تحرير الشام، وسبقَ للقوات المسلحة السورية تنفيذ هجوم للسيطرة على المحافظة بين كانون الأول 2019 وآذار 2020. كما تقع مناطق واسعة شرق نهر الفرات تحت سلطة «الإدارة الذاتية لشمال وشرق سوريا» المدعومة من الولايات المتحدة، ولن تجري الانتخابات في تلك المناطق إلّا في أجزاء تخضع لسلطة الحكومة في مدينتي الحسكة والقامشلي.
وتجري الانتخابات في ظل توقّف اجتماعات اللجنة الدستورية السورية التي تشكّلت عام 2019 بإشراف من الأمم المتحدة لبحث عملية السلام السورية وإقرار دستور جديد للبلاد. لا تعترف المعارضة الخارجية بالانتخابات الرئاسية والبرلمانية التي تجري منذ عام 2011 وتُقاطعها، بما في ذلك الانتخابات التشريعية عاميّ 2012 و2016. كما تتزامن الانتخابات مع بدء تطبيق الولايات المتحدة لعقوبات سياسية واقتصادية ضد سوريا تُعرف باسم «قانون قيصر»، أدّت لانهيار الليرة السورية وحدوث أزمة اقتصادية كبيرة في البلاد مما أدّى لحالة من عدم الاستقرار في الوضع الداخلي.
وفي ظل مُقاطعة معظم قوى المعارضة السياسية للانتخابات دعا تيار «طريق التغيير السلمي» وهو أحد أحزاب المعارضة الداخلية، للمشاركة في الانتخابات في برنامج انتخابي عنوانه «المعارضة الوطنية الداخلية» لقيادة عملية «تغيير ديمقراطي جذري» ومُحاربة الاحتلالات العسركرية الأجنبية.

## النظام الانتخابي
يتم انتخاب جميع أعضاء مجلس الشعب البالغ عددهم 250 من 15 دائرة انتخابية متعددة الأعضاء. وينصّ قانون الانتخاب السوري على تقسيم المرشّحين إلى «فئة أ» و«فئة ب»، وتشمل «أ» الفلّاحين و‌العمّال، ويكون من ضمن العمال جميع المنتسبين للنقابات والذين ليسوا مشتركين في عمل تجاري أو صناعي خاص، ويكون لهذه الفئة نصف مقاعد المجلس على الأقل، بينما تشمل «الفئة ب» على باقي فئات المرشحين سواء من المستقلين أو من منتسبي الأحزاب السياسية.
بلغَ عدد الذين قدّموا طلبًا للترشّح لعضوية المجلس 8735 شخصاً بحلول 12 آذار، وبعد إغلاق باب الترشيح ودراسة الطلبات المقدَّمة، وإغلاق باب الانسحاب أمام المرشحين الذين انسحب كثيرون منهم، حيثُ يغلق باب الانسحاب قبل أسبوع من الانتخابات كما ينص القانون، فقد بلغ العدد 2100 مرشّح في 12 تموز/يوليو 2020. ومع ذلك، أشارت اللجنة القضائية العليا للانتخابات في يوم الانتخاب (19 تموز/يوليو) إلى أن عدد المرشحين يبلغ 1656، من بينهم 200 مرشّحة.

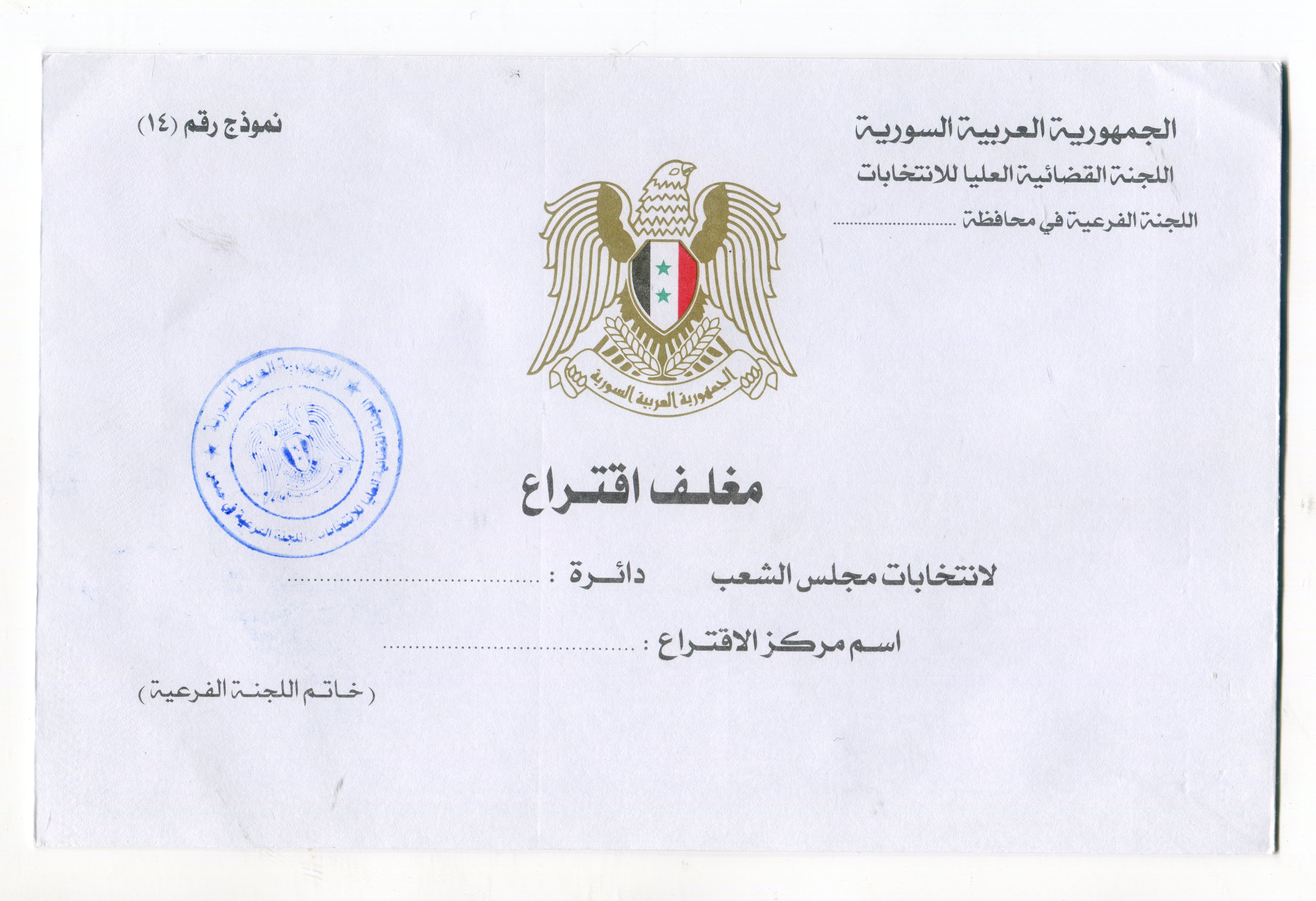

| الدائرة الانتخابية | إجمالي المقاعد المخصصة | مقاعد "الفئة أ" | مقاعد "الفئة ب" | السكان (تقدير 2011) | عدد المرشحين (12 يوليو) | عدد المراكز الانتخابية |
| ------------------ | ---------------------- | --------------- | --------------- | ------------------- | ----------------------- | ---------------------- |
| محافظة دمشق        | 29                     | 10              | 19              | 1,754,000           | 235                     | 1089                   |
| محافظة ريف دمشق    | 19                     | 10              | 9               | 2,836,000           | 619                     | 799                    |
| مدينة حلب          | 20                     | 7               | 13              | 2,132,100           | 333                     | 340                    |
| مناطق حلب          | 32                     | 17              | 15              | 2,735,900           | 153                     | 408                    |
| محافظة حمص         | 23                     | 11              | 12              | 1,803,000           | 102                     | 1109                   |
| محافظة حماة        | 22                     | 13              | 9               | 1,628,000           | 122                     | 830                    |
| محافظة إدلب        | 18                     | 12              | 6               | 1,501,000           | 47                      | 63                     |
| محافظة اللاذقية    | 17                     | 9               | 8               | 1,008,000           | 217                     | 913                    |
| محافظة طرطوس       | 13                     | 6               | 7               | 797,000             | 58                      | 764                    |
| محافظة الرقة       | 8                      | 4               | 4               | 944,000             | 37                      | 67                     |
| محافظة دير الزور   | 14                     | 8               | 6               | 1,239,000           | 58                      | 262                    |
| محافظة الحسكة      | 14                     | 8               | 6               | 1,512,000           | 207                     | 149                    |
| محافظة درعا        | 10                     | 5               | 5               | 1,027,000           | 32                      | 262                    |
| محافظة السويداء    | 6                      | 4               | 2               | 370,000             | 20                      | 347                    |
| محافظة القنيطرة    | 5                      | 3               | 2               | 90,000              | 34                      | 146                    |
| المجموع            | 250                    | 127             | 123             | 21,377,000          | 2100                    | 7277                   |

## المقترعون
بيّن وزير العدل السوري القاضي هشام الشعار أن عدد من يحق لهم الاقتراع وفق سجلات وزارتي الداخلية والعدل نحو 19 مليوناً (من السوريين بالإجمال)، فيما بلغ عدد الذين مارسوا حقهم الانتخابي 6 ملايين و 224 ألفاً و 687 ناخباً ما يعني أن نسبة المشاركة بلغت حوالي 33.17 بالمئة.
وأرجع الشعار انخفاض عدد المقترعين إلى خوف المواطنين من العدوى بفايروس كورونا، بالإضافة إلى أنه لا يحق للسوريين خارج البلاد الاقتراع وذلك لأن انتخابات مجلس الشعب تعتمد على الدوائر الانتخابية لكل محافظة، كما أن هناك عدداً من المواطنين لم يتمكنوا من القدوم إلى سوريا وذلك بسبب إغلاق الحدود والمطارات جراء وباء كورونا.

## النتائج
تم إعلان النتائج الأولية من قبل اللجنة القضائية العليا للانتخابات خلال مؤتمر صحفي ضمن مبنى وزارة العدل حيث أقرت اللجنة أسماء الفائزين بجميع الدوائر الانتخابية بالإجماع. وبنتيجة هذه الانتخابات فاز حزب البعث العربي الاشتراكي مع حلفائه في الجبهة الوطنية التقدمية بأغلبية مقاعد المجلس حيث فاز التحالف بـ 177 مقعداً من أصل 250 مقعد.
في الثلاثين من تموز 2020 أصدر الرئيس بشار الأسد المرسوم رقم 208 لعام 2020 المتضمن أسماء الفائزين بعضوية مجلس الشعب للدور التشريعي الثالث.
وفي الرابع من شهر آب 2020 أصدر الرئيس بشار الأسد المرسوم رقم 209 لعام 2020 القاضي بدعوة مجلس الشعب للدور التشريعي الثالث للانعقاد لأول مرة يوم الإثنين الواقع في 10 آب 2020.

## ردود الفعل

### المحلية
- سوريا: قال وزير الخارجية السوري وليد المعلم أن الانتخابات «استحقاق دستوري» تؤكد أن «مسيرة الديمقراطية بخير» وأن سوريا «مصممة على ممارسة سيادتها الوطنية ورفض أي تدخل خارجي في شؤونها».[20]
- الإدارة الذاتية لشمال وشرق سوريا: قال الناطق باسم الإدارة الذاتية أن انتخابات مجلس الشعب «لا تعنيها ولن تكون هناك صناديق اقتراع في مناطقها» وقالت أن تصميم السلطة على إجراء الانتخابات «تبين عدم قبولها مشاركة أي أطراف سورية في الحوار السوري- السوري لإيجاد حل للأزمة».[21]
- المعارضة السورية: أصدرَ الائتلاف المعارض بيانًا قال فيه «أي انتخابات تُجرى في مناطق سيطرة النظام هيَ انتخابات لا شرعية ولا تزيد عن كونها إجراءات مخابراتية لا تحمل أي قيمة مؤسساتية على الإطلاق».[22]

### الدولية
- روسيا: قالت المتحدثة باسم وزارة الخارجية الروسية ماريا زاخاروفا «نعتبر من المهم أن تعمل جميع المؤسسات التشريعية والتنفيذية في سوريا بصورة طبيعية من أجل الحفاظ على استقرار البلاد ولذلك من الضروري إجراء هذه الانتخابات».[23]
- إيران: أعرب عباس موسوي المتحدث باسم الخارجية الإيرانية عن ارتياح إيران لنجاح هذه الانتخابات كما أشار إلى أملها في أن تكون خطوة نحو تقدم الحوار السياسي السوري السوري.[24]
- الولايات المتحدة: قالت المتحدثة باسم وزارة الخارجية الأمريكية أنها لن تعترف بنتائج الانتخابات واعتبرها «محاولة لتفادي تحقيق العملية السياسية كما ينص عليه قرار مجلس الأمن الدولي رقم 2254».[25]